# Calodema
Calodema è un genere di coleotteri della famiglia Buprestidae.

## Tassonomia
- Calodema bifasciata Neef de Sainval & Lander, 1993
- Calodema blairi Neef de Sainval & Lander, 1994
- Calodema hanloni Nylander, 2008
- Calodema hudsoni Neef de Sainval, 1998
- Calodema longitarsis Nylander, 2008
- Calodema mariettae Nylander, 1993
- Calodema plebeia Jordan, 1895
- Calodema regalis (Gory & Laporte, 1838)
- Calodema ribbei van de Poll, 1885
- Calodema rubrimarginata Barker, 1993
- Calodema ryoi Endo, 1998
- Calodema sainvali Nylander, 2000
- Calodema suhandae Nylander, 2004
- Calodema vicksoni Nylander, 2006
- Calodema wallacei Deyrolle, 1864